# پیوندپوشی
پیوندپوشی یا هاپتیسیته، (به انگلیسی: Hapticity) به کوردیناسیون فلز مرکزی توسط اتم‌های همسایه در یک لیگاند گفته می‌شود. پیوندپوشی بیشتر در میان ترکیبات ساندویچی در شیمی آلی فلزی دیده می‌شود.

## نماد
پیوندپوشی با علامت η (اتا و یک عدد که به صورت بالانویس بیانگر تعداد اتم‌های همسایه است، نشان داده می‌شود. برای نمونه η2 نشان‌دهنده این است که دو اتم همسایه با اتم مرکزی در پیوند هستند.
دو نماد نویسی دیگر برای دندانگی (κ) و پل (μ) نیز وجود دارد.

## تغییر در پیوندپوشی
ممکن است پیوندپوشی در یک واکنش مانند اکسایش-کاهش تغییر کند.
برای نمونه:
که در آن روتنیوم پس از واکنش تنها با چهار اتم همسایه از لیگاند آروماتیک بالایی پیوندپوشی شده است.

## دندانگی در برابر پیوندپوشی
پیوندپوشی مفهومی کاملاً متفاوت با دندانگی است. در دندانگی پیوند از سایت‌های مشخصی برقرار می‌گردد، اما در پیوندپوشی مستقیماً خود اتم‌ها وارد پیوند می‌شوند.

## نمونه
- W(CO)3(PiPr3)2(η2-H2)[۱][۲]
- K[PtCl3(η2-C2H4)].H2O
  - (μ-η2:η2-C2H2)Co2(CO)6 and (Cp*2Sm)2(μ-η2:η2- N2)[۳]
- κ1,κ1, مانند (Me3SiCH2)3V(μ-N2-κ1(N),κ1(N'))V(CH2SiMe3)3